# Zaak-Koekelberg
De zaak-Koekelberg betrof onregelmatige benoemingen en andere onregelmatigheden binnen de top van de Belgische federale politie.
De zaak werd genoemd naar het hoofd van de federale politie, commissaris-generaal Fernand Koekelberg, en begon na een anonieme tip aan het Vast Comité van Toezicht op de politiediensten (Comité P) in 2007.

## Verloop

### Vier onregelmatigheden aan politietop

#### Promotie secretaresse Sylvie Ricour
De controverse begon eind 2007 en ging over de zogenaamde superpromotie van de secretaresse van Fernand Koekelberg, Sylvie Ricour. Zij werd zonder enig examen of opleiding gepromoveerd naar een hoger kader, namelijk van niveau C naar niveau A. De commissaris-generaal verdedigde zijn beslissing door te stellen dat haar statuut in haar nieuwe functie niet ter zake deed, aangezien de commissaris-generaal mag aanstellen wie hij wil.
Het Comité P werd opgedragen een onderzoek te voeren naar deze zaak.

#### Promotie secretaresse Anja Savonet
In juli 2008 raakte bekend dat, net als Sylvie Ricour, ook Anja Savonet, secretaresse van directeur-generaal Jean-Marie Van Branteghem, zich in 2007 van niveau C zonder enig examen of opleiding bevorderd zag tot niveau A. Anja Savonet zou lucht gekregen hebben van de onregelmatigheden bij de promotie van Sylvie Ricour en zou eenzelfde promotie geëist hebben.
Opnieuw verklaarde commissaris-generaal Koekelberg dat er geen sprake was van een superpromotie, maar dat de twee secretaressen enkel tijdelijk aangesteld werden in een hogere functie.
Het was nog steeds wachten op het rapport van het Comité P hieromtrent.

#### Overplaatsing woordvoerster federale politie
De woordvoerster van de federale politie, Els Cleemput, werd na uitlatingen in het publiek over de promotie van secretaresse Sylvie Ricour plotseling gedetacheerd naar een andere dienst. Dit was de spreekwoordelijke druppel die de emmer deed overlopen, want het was algemeen bekend dat Els Cleemput het niet goed kon vinden met Sylvie Ricour.
Het Comité P werd opgedragen een onderzoek te voeren naar deze zaak en kwam tot besluit dat deze ordemaatregel de toets van het behoorlijk bestuur niet kon doorstaan.

#### Promotie Christa Debeck
De controverse deinde rond dat moment verder uit, namelijk nu was er ook sprake van een onregelmatige benoeming van een ex-kabinetsmedewerkster van het ministerie van Binnenlandse Zaken, Christa Debeck, in de Algemene Inspectie via frauduleuze examenresultaten. Ze slaagde in het schriftelijk examen, maar niet in het mondeling. Ze werd door de commissie 'ongeschikt' verklaard, maar het examenresultaat werd achteraf veranderd in 'geschikt', zodat ze toch kon benoemd worden. De topman van de Algemene Inspectie, Luc Closset en zijn toenmalige adjunct Guido Van Wymersch, zouden het examenresultaat van Christa Debeck vervalst hebben.
Bovendien raakte het kabinet van de minister van Binnenlandse Zaken, Patrick Dewael, in opspraak in deze zaak, omdat het bij de benoeming van Christa Debeck betrokken zou zijn. Closset beweerde dat hij Christa Debeck benoemde bij de Algemene Inspectie omdat hem dat in meerdere mails opgedragen was door drie medewerkers van het kabinet-Dewael: adjunct-kabinetschef en woordvoerder Paul Van Tigchelt, adviseur personeel en begroting Chris Vanderlinden en Christa Debeck zelf. Ook Sylvie Ricour beweerde dat Dewael tussenkwam bij haar promotie. Paul Van Tigchelt en Chris Vanderlinden namen hierop ontslag en Christa Debeck mocht zich verwachten aan een tuchtprocedure.

### Resultaat onderzoek Comité P
Begin september 2008 publiceerde het Comité P drie vernietigende rapporten: één in verband met de benoeming van de secretaressen, één in verband met de ordemaatregel ten aanzien van de woordvoerster van de federale politie en één in verband met de benoeming van Christa Debeck. In de drie rapporten is er telkens sprake van onregelmatigheden en onbehoorlijk bestuur.
De commissaris-generaal Koekelberg stond in het oog van de storm.
De toenmalige minister van Binnenlandse Zaken, Patrick Dewael, werd hierover aan de tand gevoeld door de bevoegde kamercommissie en de politievakbonden waren verontwaardigd. Maar het (politieke) vertrouwen in zowel de minister als in de commissaris-generaal bleef behouden.
Om de sereniteit en het vertrouwen te herstellen, heeft men de twee secretaresses overgeplaatst naar een andere dienst en ze werden 'gedegradeerd'.
Een tuchtprocedure werd aangekondigd tegen commissaris-generaal Koekelberg, inspecteur-generaal Closset, adjunct-inspecteur-generaal Van Wijmersch en Christa Debeck.

### Onregelmatigheden korpschef Guido Van Wymersch
In de week van 22 oktober 2008 deinde de zaak nog uit, toen bekend werd dat Guido Van Wymersch, de korpschef van de politiezone Brussel-Hoofdstad-Elsene, in mei 2008 zijn eigen selectieprocedure zou beïnvloed hebben door een e-mail aan de selectiecommissie. Alle aantijgingen tegen Van Wymersch werden na onderzoek onterecht verklaard.

### Verdere verloop
Op 4 november 2008 verscheen in de satirische rubriek Het Gat van de Wereld in het blad Humo een fotomontage waarop twee vrouwen fellatio toepasten op Koekelberg. De advocaten van Koekelberg en Ricour dienden prompt een klacht in en de rechter besliste in kort geding dat het blad onmiddellijk uit de rekken moest worden gehaald.
De secretaressen Ricour en Savonet werden aanvankelijk op non actief geplaatst. Ze vochten de beslissing aan bij de Raad van State en kregen (deels) gelijk. Ze werden gere-integreerd, maar zonder de bijkomende wedde die ze voordien ontvingen. Ze gingen ook hiertegen in beroep bij het Grondwettelijk Hof, dat besliste dat er op gebied van premies geen discriminaties mogen zijn. Op basis hiervan besliste Koekelberg de twee dames half januari 2011 opnieuw de supplementaire premie, met terugwerkende kracht, toe te kennen.
Els Cleemput, die ook haar overplaatsing had aangevochten bij de Raad van State (en gelijk kreeg), werd begin 2009 aangesteld als woordvoerster van de minister van Binnenlandse Zaken, Guido De Padt, die Patrick Dewael heeft opgevolgd.

### Evaluatie commissaris-generaal
Fernand Koekelberg verkreeg in april 2009 een gunstige (tussentijdse) evaluatie en werd bevestigd in zijn functie.

### Nieuwe controverse
Kort na deze positieve evaluatie, raakte bekend dat de commissaris-generaal Koekelberg een anonieme klacht tegen de minister van Binnenlandse Zaken, Guido De Padt, niet had doorgespeeld aan het gerecht. Het vertrouwen van de minister in de commissaris-generaal was geschonden.
De commissaris-generaal reageerde door te stellen dat het een 'politieke lynchpartij' was en dat men hem probeerde te 'destabiliseren'.
Eind april 2009 heeft minister Karel De Gucht (in plaats van de voogdijminister Guido De Padt, aangezien deze betrokken partij was in de controverse) een tijdelijke ordemaatregel opgelegd aan de commissaris-generaal, die enkele bevoegdheden zou verliezen. Fernand Koekelberg was hier niet mee akkoord en stapte naar de Raad van State die hem gelijk gaf.
Rond diezelfde tijd heeft ook een vast lid van het Comité P, Frank Schuermans, ontslag moeten nemen. Hij was een van de onderzoekers naar de benoemingen van de secretaressen, maar hij had verzwegen dat hij voordien zelf betrokken partij was bij hun promoties als adjunct-kabinetschef van minister van Begroting Johan Vande Lanotte.
Hierna keerde de rust terug aan de top van de federale politie.

### Opschudding over lobbyreis naar Qatar
In februari 2011 komt commissaris-generaal Koekelberg opnieuw onder vuur te liggen. Het Comité P had namelijk een anonieme brief ontvangen waarin onder meer werd beweerd dat Koekelberg en zijn secretaresse Sylvie Ricour dure Delvaux-koffers hadden gekocht met politiegeld ter gelegenheid van een lobbyreis naar Qatar. Toen het prijskaartje van de reis bekend raakte, was het hek helemaal van de dam.
De minister van Binnenlandse Zaken, Annemie Turtelboom, bevestigde haar vertrouwen in de commissaris-generaal nadat was gebleken na een onderzoek door het Comité P dat er geen onregelmatigheden werden vastgesteld. Er waren geen wetten overtreden, maar deontologisch had de politiebaas een uitschuiver begaan.
In maart 2011 kondigde het Comité P een nieuw onderzoek aan.
Op 7 maart 2011 heeft Fernand Koekelberg ontslag ingediend als commissaris-generaal van de federale politie. Hij werd voorlopig vervangen door hoofdcommissaris Paul Van Thielen, directeur-generaal van de federale gerechtelijke politie.
Fernand Koekelberg zou een nieuwe functie krijgen, namelijk 'bijzonder raadgever inzake de relaties tussen de gewesten en de gemeenschappen en de geïntegreerde politie'.
De twee medewerksters verlaten de federale politie om te gaan werken in een lokale politiezone en verdwijnen zo eveneens van het voorplan.

### Schorsing
In juli 2011 heeft de commissaris-generaal ad interim Paul Van Thielen ex-politiebaas Fernand Koekelberg voorlopig geschorst nadat er een klacht (door een ex-vriendin) tegen hem was ingediend van verkrachting. Hij werd officieel in verdenking gesteld door de onderzoeksrechter van Namen.
Eind juli 2011 vernietigt de Raad van State deze schorsing omwille van procedurefouten, maar eens deze fouten rechtgezet, werd hij opnieuw geschorst.
Opnieuw tekende Fernand Koekelberg beroep aan bij de Raad van State, maar dit beroep werd verworpen.
In augustus 2011 raakte bekend dat Fernand Koekelberg zich opnieuw kandidaat heeft gesteld om zichzelf op te volgen als commissaris-generaal.
Hij werd niet weerhouden en op 1 maart 2012 legde Catherine De Bolle, bij de selectie als de meest geschikte geacht, de eed af als commissaris-generaal.

### Vrijspraak
Eind 2012 had het parket van Namen zijn onderzoek afgerond in de verkrachtingszaak en het vorderde voor de raadkamer de doorverwijzing naar de correctionele rechtbank. In januari 2014 besliste de raadkamer Fernand Koekelberg niet door te verwijzen wegens onvoldoende bewijs. Het parket tekende beroep aan, maar ook de kamer van inbeschuldigingstelling stelde hem twee maanden later buiten vervolging.
In april 2014 werkt Fernand Koekelberg weer bij de politietop met de functie van strategisch en juridisch adviseur voor het Directiecomité van de federale politie.